# نادي كونكينسي
اتحاد كونكينسي لكرة القدم (بالإسبانية: Unión Balompédica Conquense)‏ نادي كرة قدم إسباني يلعب في دوري الدرجة الثالثة الإسباني. تم تأسيس النادي في عام 1946.

## روابط خارجية
- UB Conquense